# 1881 en Bretagne
 Chronologie de la Bretagne
- 1877
- 1878
- 1879
- 1880
- 1881
- 1882
- 1883
- 1884
- 1885

Cette page recense des événements qui se sont produits durant l'année 1881 en Bretagne.

## Société

### Décès

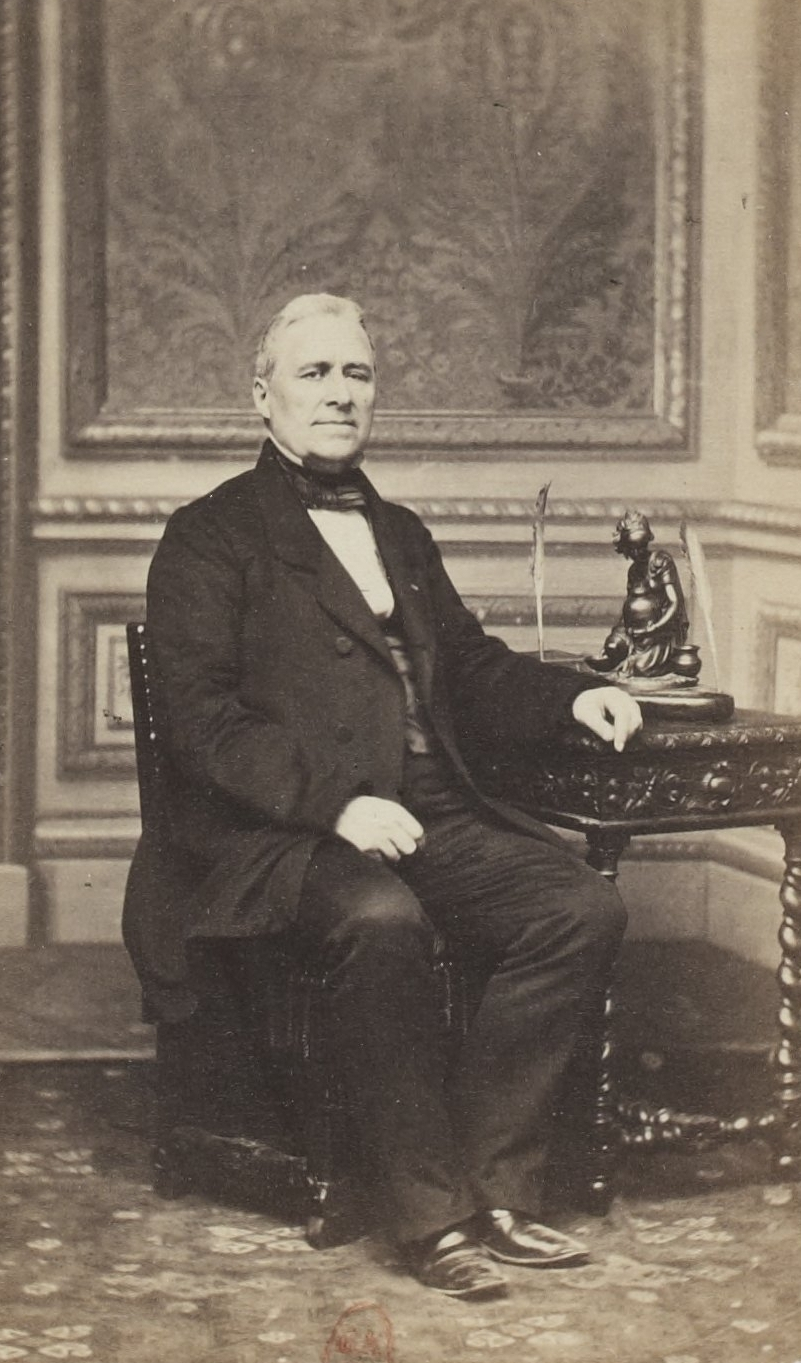
Amédée Conseil

- 12 octobre à Brest : Amédée Conseil, homme politique français né le 26 avril 1802 à Brest (Finistère).